# Дульк, Альберт

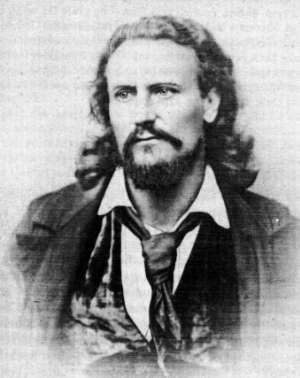
Альберт Дульк после 1855 года

Альберт Фридрих Бенно Дульк (нем. Albert Friedrich Benno Dulk; 17 июня 1819, Кёнигсберг (сейчас Калининград) — 29 октября 1884, Штутгарт) — немецкий писатель, драматург, философ, вольнодумец, революционер, социалист.

## Биография
Сын химика и фармацевта. Во время студенчества познакомился с группой, так называемых «свободных», Бруно Бауэром, Луизой Астон и Макс Штирнер и проникся идеями свободомыслия. В Лейпциге вступил в общество демократически настроенных студентов.
В 1845 за выступление вместе с Робертом Блюмом и писателем Вильгельмом Йорданом на похоронах погибших в беспорядках в Лейпциге, был выслан из Саксонии.
Активный участник революционных событий 1848 г. в Кёнигсберге. Создал там Рабочую ассоциацию. Из-за последовавших репрессий, вынужден был оставить Пруссию и странствовать по Италии, Египту и Аравии.

## Творчество

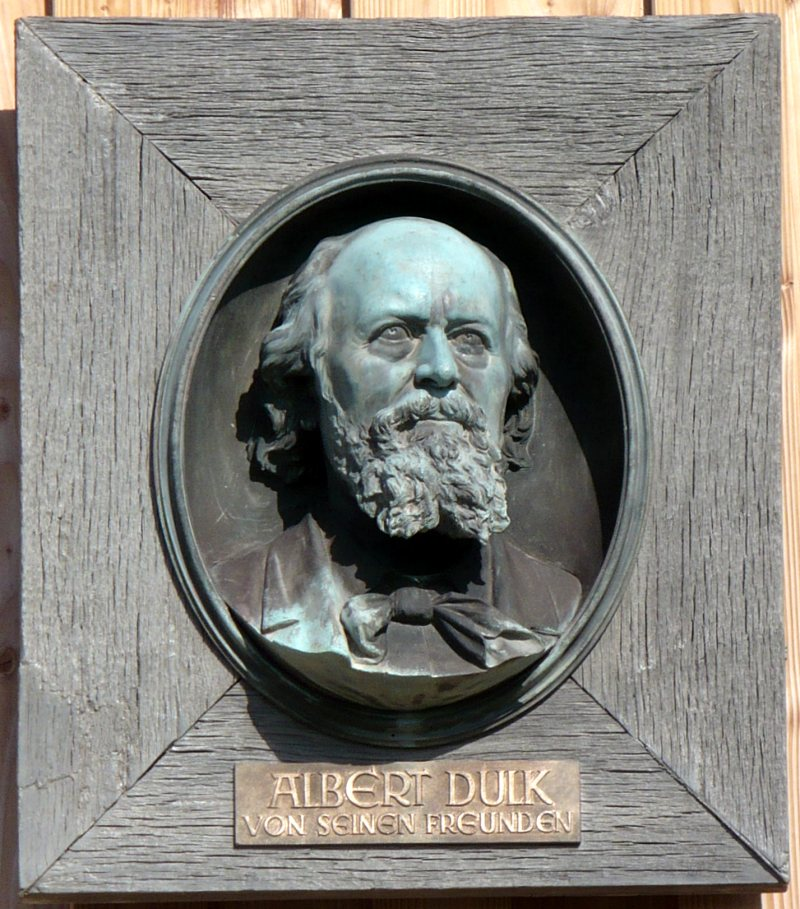
Бронзовый горельеф А. Дулька

Главное из политических и философских сочинений А. Дулька, в которых он выступает непримиримым врагом христианского мировоззрения, — «Stimme der Menschheit; christliche Glaubenslehre» (1875—1880), оконченное в гейльбронской тюрьме, куда он был на 14 месяцев заключён за богохульство и социалистическую пропаганду.
Автор произведений:
- «Der Tod des Bewusstseins» (1863);
- «Patriotismus und Fr ö mmigkeit» (1871), резко осуждавшее ненависть к французам и требовавшее прекращения войны;
- «Tier oder Mensch» (1872);
- «Was ist von der christlichen Kirche zu halteu?» (1877);
- «Der Irrgang des Lebens Jesu» (1884—83) и др.

Отличительная черта драматических произведений Дулька («Orla», «Simson», «Jesus der Christ», «Lea», политическая комедия «Die Wände», трагедия «Konrad II») — стремление к эффекту в ущерб глубине чувства.
Из описаний его путешествий выделяются записки «Fahrten durch Norwegen» (1877).

## Избранные произведения
- Lichter aus Frankfurt. Der Briefwechsel Friedrich Stoltzes mit Albert Dulk 1867—1884. Weimar: VDG. 2004. ISBN 3-89739-426-X
- Der Briefwechsel zwischen Albert Dulk und Paul Heyse 1860—1882. Mitget. von Ernst Rose. New York: Columbia Univ. Press. 1929.
- Orla. Dramatische Dichtung. Mannheim: Grohe. (1844)
- Lea. Drama in 5 Akten. Königsberg: Samter & Rathke. (1848)
- König Enzio. Große Oper in vier Akten. Musik von Johann F. Abert. Stuttgart: Blum und Vogel. (ca. 1863)
- Kaiser Konrad der Zweite. Historisches Schauspiel in drei Handlungen. Leipzig: Brockhaus. 1867.
- Willa. Schauspiel in drei Handlungen. Wien: Rosner. 1875.
- Gedichte. Stuttgart: Dietz. 1892. 2. Aufl.
- Sämmtliche Dramen, hrsg. von Ernst Ziel. Stuttgart: Dietz. 1893/94.